# Ravine Anse a Liane
Die Ravine Anse a Liane (dt.: Sturzbach/Schlucht der Lianen-Bucht) ist ein Bach an der Westküste von Dominica. Er verläuft im Zentrum des Parish Saint Peter und mündet in der Anse a Liane ins Karibische Meer.

## Geographie
Die Ravine Anse a Liane entspringt im Gebiet von Enquatre (⊙) in ca. 450 m Höhe über dem Meer. Steil verläuft sie in westlicher Richtung und mündet nach nur etwa 2,3 km ins Karibische Meer.
Benachbarte Fließgewässer sind der Colihaut River im Süden sowie Ravine Anse Coubari und Ravine Anse Mulatre im Norden.